# Пеньяроль
«Клуб Атле́тіко Пеньяро́ль» (ісп. «Club Atlético Peñarol») або просто «Пеньяро́ль» (ісп. «Peñarol») — уругвайський футбольний клуб з Монтевідео. Заснований 28 вересня 1891 року.

## Досягнення

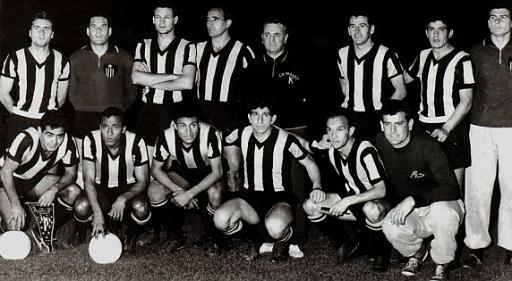
«Пеньяроль» — володар Міжконтинентального кубка 1961

- Чемпіон Уругваю (53): 1900, 1901, 1905, 1907, 1911, 1918, 1921, 1924, 1926, 1928, 1929, 1932, 1935, 1936, 1937, 1938, 1944, 1945, 1949, 1951, 1953, 1954, 1958, 1959, 1960, 1961, 1962, 1964, 1965, 1967, 1968, 1973, 1974, 1975, 1978, 1979, 1981, 1982, 1985, 1986, 1993, 1994, 1995, 1996, 1997, 1999, 2003, 2009—2010, 2012—2013, 2015—2016, 2017, 2018, 2021, 2024
- Володар Суперкубка Уругваю (2): 2018, 2022
- Володар Копа Лібертадорес (5): 1960, 1961, 1966, 1982, 1987
- Володар Міжконтинентального кубка (3): 1961, 1966, 1982